# Gambia Press Union
Die Gambia Press Union (GPU) ist eine Gewerkschaft für Medienschaffende in Gambia, mit Sitz in Fajara, Bakau, Kanifing Municipal. Sie wurde gegründet, um die Pressefreiheit zu verteidigen und die Medienentwicklung in Land zu fördern, wobei die Mitgliedschaft freiwillig ist.
Rund 230 Journalisten im Bereich der Print- und elektronischen Medien sind mit Stand 2011 als Mitglieder der GPU registriert gewesen.

## Geschichte
Die GPU wurde im November 1978 von einer Gruppe von Journalisten, unter der Führung dem Journalisten und Verleger Dixon Colley (1913–2001), gegründet. Mit zur Gruppe gehörten Deyda Hydara (1946–2004), Melvin B. Jones (1918–1992) und Pap Saine. Sie wurde am 20. April 1979 gemäß dem Gewerkschaftsgesetz (Trade Union Act, Cap.188) registriert.
Die zwei dreijährigen Amtszeiten von Herrn Jawo liefen 2004 aus. Aber der Kongress zur Wahl eines neuen Exekutivrats wurde wegen des juristischen Kampfes für die Abschaffung des Medienkommissionsgesetzes (Media Commission Bill) verschoben, weshalb er bis 2005 blieb.
Liste der Vorsitzenden und Präsidenten der GPU

| Amtszeit       | Amtsinhaber                 | Bemerkung                                                       |
| -------------- | --------------------------- | --------------------------------------------------------------- |
| 1978 bis 1992? | Dixon Colley (1913–2001)    | als Generalsekretär (als Vorsitzender?)                         |
|                |                             |                                                                 |
| 1979 bis 1989  | Melvin B. Jones (1918–1992) | als Vorsitzender                                                |
| 1989 bis 1998  | Deyda Hydara (1946–2004)    | als Vorsitzender                                                |
| 1998 bis 2005  | Demba A. Jawo (* 1950er)    | als Vorsitzender (1998 bis 2002), als Präsident (2002 bis 2005) |
| 2005 bis 2008  | Madi M. K. Ceesay (* 1957)  | als Präsident                                                   |
| 2008 bis 2011  | Ndey Tapha Sosseh (* 1979)  | als Präsident                                                   |
| 2011 bis 2018  | Bai Emil Touray             | als Präsident                                                   |
| 2018 bis 2021  | Sheriff Bojang Jr.          | als Präsident                                                   |
| 2021 bis 2004  | Muhammed M. S. Bah          | als Präsident                                                   |
| seit 2024      | Isatou Keita                | als Präsidentin                                                 |